# Acourtia michoacana
Acourtia michoacana là một loài thực vật có hoa trong họ Cúc. Loài này được (B.L.Rob.) Reveal & R.M.King mô tả khoa học đầu tiên năm 1973.